# Histoire de la Ligurie
 (janvier 2020).
Si vous disposez d'ouvrages ou d'articles de référence ou si vous connaissez des sites web de qualité traitant du thème abordé ici, merci de compléter l'article en donnant les références utiles à sa vérifiabilité et en les liant à la section « Notes et références ».
L'histoire de la Ligurie concerne les évènements historiques relatifs à la Ligurie, région de l'Italie septentrionale.

## La Préhistoire et les premiers habitats humains
Les témoignages de la présence de l'homme en Ligurie datent de la Préhistoire. À proximité du port de Nice, le site de Terra Amata a livré des indices d'occupations datant d'environ 300 000 ans. La stratigraphie a montré plusieurs périodes d'implantation avec des galets taillés, des outils et des animaux consommés dont des sangliers, des tortues, des rhinocéros de Merck, des éléphants méridionaux, des aurochs et divers oiseaux. Près de Loano, des traces de l'homme de Néandertal ont été trouvées. Dans les grottes de Toirano, près de Savone, et des Balzi Rossi, près de Vintimille, des indices de présence datant du Paléolithique supérieur sont visibles. La grotte des Arene Candide, a livré un nombre important de dépôts funéraires de la fin du Paléolithique (Gravettien et Épigravettien). Dans les grottes situées le long du torrent Pennavarie, dans la vallée du même nom en territoire ingauno, ont été trouvés des restes humains datant de 7 000 av. J.-C.
À partir de 2 000 av. J.-C (Néolithique) il existe des traces indiquant la présence de Ligures sur un territoire très vaste, correspondant à la plus grande partie de l'Italie septentrionale.

## Les Ligures dans les témoignages des auteurs anciens

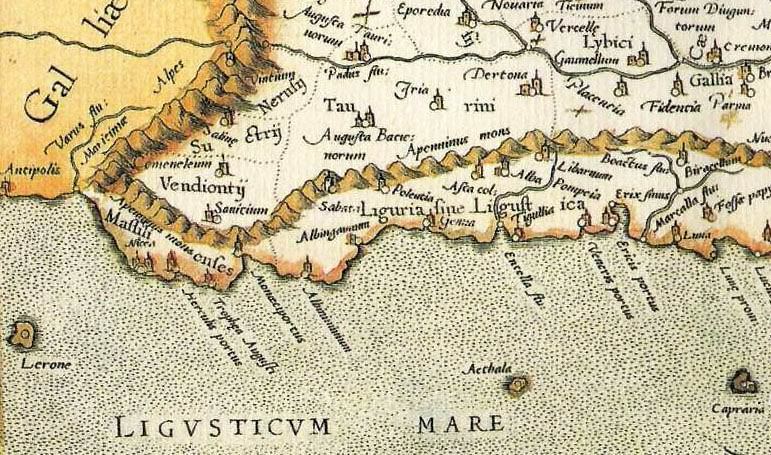
Carte de la Ligurie antique.

Les Ligures sont cités pour la première fois dans un fragment d'Hésiode rapporté par Strabon dans la géographie (VII 3, 7), comme la plus ancienne population de l'occident : « Éthiopiens, Ligures et Scythes éleveurs de chevaux ». D'autres auteurs (Diodore de Sicile, Virgile, Tite-Live et Cicéron) rapportent comment les Ligures encore au IIe siècle av. J.-C. vivent dans des conditions primitives et nous livrent l'image d'un peuple féroce et à moitié sauvage, dont les guerriers suscitent la peur par leur seule apparence. Dans le même temps, la solidarité et l'honnêteté de la population agricole et pastorale, pas encore hiérarchisée en classe, sont soulignés. Les femmes sont confrontées aux mêmes difficultés que les hommes dans une terre rocailleuse, aride, au relief accidenté et recouvert d'arbres. Tous les anciens auteurs n'expriment pas des commentaires aussi élogieux, par exemple Caton l'Ancien définit les Ligures comme ignorants et menteurs, une nation qui a perdu la mémoire de ses origines. Tous ces éléments nous font comprendre comment les Ligures, peuple ancien très présent dans une grande partie de la Méditerranée occidentale, sont conquis, non sans difficulté, par les Romains.
Communément, on estime que les anciens Ligures habitaient la côte méditerranéenne, de la Siagne à l'Arno (c'est ce que Polybe nous transmet) poussant leur présence jusqu'à la côte méditerranéenne espagnole à l'Ouest et au Tibre au Sud-Est, colonisant les principales îles comme la Corse, la Sardaigne et la Sicile. Il pourrait s'agir d'une population d'environ 200 000 personnes, réparties en différentes tribus dont il existe de nombreux objets en céramique.
La géographie de Strabon, du livre 2, chapitre 5, section 28 :

« Les Alpes sont habitées par de nombreuses nations, toutes celtiques à l'exception des Ligures, qui, bien que d'une race différente, leur ressemblent étroitement dans leur mode de vie. Ils (les Ligures) habitent cette partie des Alpes qui est à côté des Apennins, et aussi une partie des Apennins eux-mêmes. Cette dernière crête montagneuse traverse toute la longueur de l'Italie du nord au sud et se termine au détroit de Sicile. »

— Strabon (Ier siècle av. J.-C.).
Cette zone correspond à l'actuelle région de la Ligurie en Italie ainsi qu'au département des Alpes Maritimes dont la majeure partie est également située dans la zone géographique italienne.
L'écrivain, naturaliste et philosophe romain Pline l'Ancien écrit dans son livre L'Histoire Naturelle livre III chapitre 7 sur les Ligures et la Ligurie :

« Les plus célèbres des tribus ligures au-delà des Alpes sont les Salluvii, les Deciates et les Oxubii (...) La côte de la Ligurie s'étend sur 211 milles40, entre les fleuves Var et Magra. »

— Pline l'Ancien (Ier siècle).
Tout comme Strabon, Pline l'Ancien situe la Ligurie entre les fleuves du Var et de la Magra. Il cite également les peuples ligures vivant de l'autre côté des rives du Var et des Alpes. Il écrit dans son livre L'Histoire Naturelle livre III chapitre 6 :

« La Gaule est séparée de l'Italie par le fleuve Var, et par la chaîne des Alpes (...) Forum Julii Octavanorum, une colonie, qui est aussi appelée Pacensis et Classica, le fleuve Argenteus, qui le traverse, puis le district des Oxubii et celui des Ligauni (populations ligures), au-dessus desquels se trouvent les Suetris, les Quariats et les Adunicates (populations celtes). Sur la côte, nous avons Antipolis, ville de droit latin, le district des Deciates (population ligures), et la fleuve Var, qui vient du mont Cema, dans les Alpes. »

— Pline l'Ancien (Ier siècle).
Il n'y a donc aucun témoignage archéologique ou texte ancien qui affirme la présence des Ligures dans le sud de la Gaule excepté dans l'Ouest des Alpes-Maritimes, car l'Est de ce département est dans la zone géographique italienne. On note que Pline l'Ancien cite les peuples ligures entre le fleuve Argenteus et le Var, qui correspond à la partie occidentale des Alpes-Maritimes. Le sud de la Gaule était donc peuplé de Celtes avant les invasions germaniques des Francs à la fin de l'Empire romain. Alors que la Ligurie était peuplée de population italique, les Ligures.

## Époque romaine

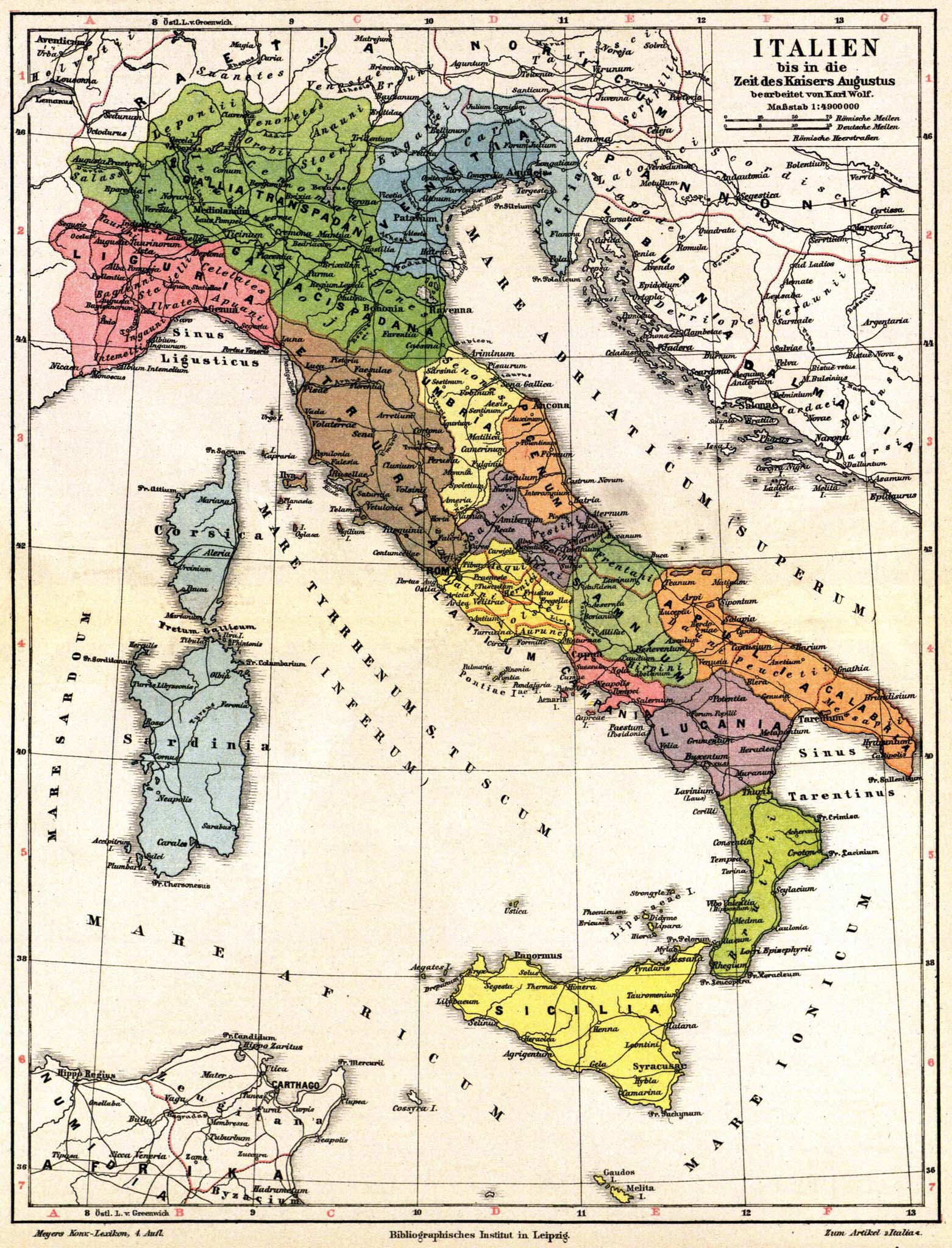
Les régions italienne à l'époque de l'Italie romaine.

Avec la première guerre punique (IIe siècle av. J.-C.) les Ligures se divisent entre les alliés de Carthage et les alliés de Rome. Lorsque les Romains conquièrent le territoire avec l'aide de leurs alliés Genuates, ils lui donnent le nom de Ligurie, correspondant à la IX Regio de l'Empire romain, laquelle s'étend des Alpes-Maritimes aux Alpes cottiennes, au Pô, au Trebbia et à la Magra. Cette région est plus réduite que celle occupée par les Ligures à l'époque préhistorique. C'est probablement dans cette province que l'ethnos ligure le plus pur résiste, alors que dans la Lunigiana et dans les régions transalpines, la population se mélange avec d'autres tribus. En effet Hécatée de Milet au VIe siècle av. J.-C. nous rapporte que Monaco et Marseille sont des cités ligures et les Elisici, peuple installé entre le Rhône et les Pyrénées sont un mélange de Ligures et d'Ibères. Au XIVe siècle Dante, prenant en compte surtout l'aspect dialectal de la langue, parle de la Ligurie comme une région située entre le Trophée d'Auguste, Lerici et la ligne de partage des eaux entre les Alpes et les Apennins. Le concept d'une région étendue de la Siagne à l'Arno est aussi repris par Jacopo Bracelli, chancelier de la république de Gênes en 1419 dans sa « Descrizione della Riviera ».
En -180 les Romains, afin de disposer de la Ligurie pour leur conquête de la Gaule, déportent 47 000 Ligures Apuanes, irréductibles rebelles, dans la région voisine samnite entre Avellino et Bénévent.

## Haut Moyen Âge
Le Haut Moyen Âge est un moment important pour Gênes et sa région. En effet, à l'exception de l'épisode des Lombards de Rothari, la partie de la région protégée par les Apennins reste à l'abri des invasions et elle est réduite à l'étroite bande côtière. Elle doit, pour ainsi dire, « se tourner » vers la mer, ceci scellera son avenir. Le gouvernement byzantin est remplacé par trois marches, Alérame, Arduin et Obertenghi, qui doivent notamment surveiller le nord de la mer Tyrrhénienne parce qu'est apparu dans l'intervalle un problème majeur pour le christianisme post-carolingien : les Maures islamiques.

## L'ascension de Gênes

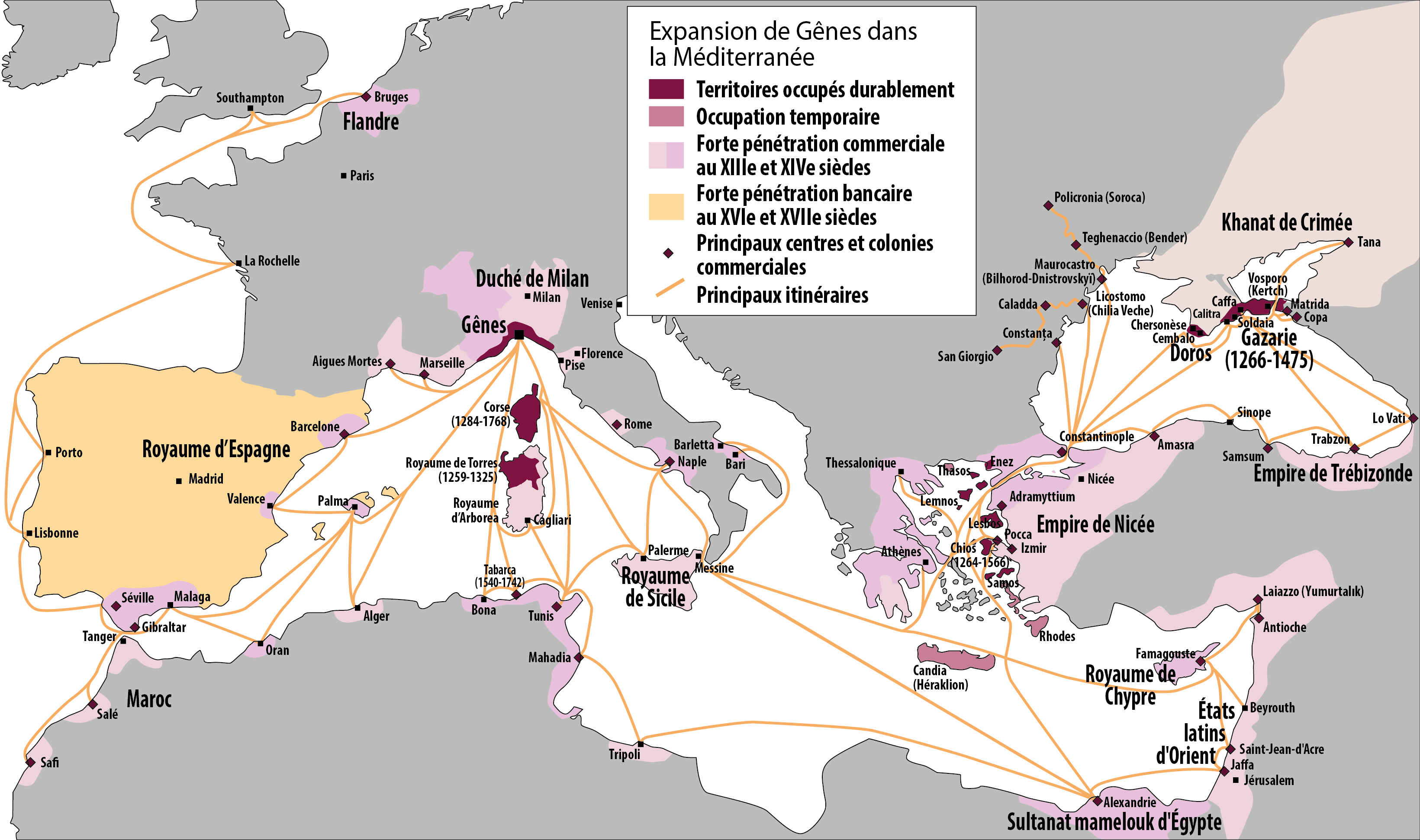
République de Gênes.

Les contacts avec les Maures, le plus souvent violents, sont, pour Gênes et la Ligurie, riches de conséquences. Bien sûr, tout d'abord ils s'accompagnent de sang et de larmes pour la population, victime  répétée des raids et abandonnée en première ligne. Mais avec les Arabes, une nouvelle et extraordinaire dimension culturelle arrive, faite de connaissances, de techniques et d'expériences de la navigation et du commerce, de contacts commerciaux avec le reste de la Méditerranée qui devient rapidement trop petit. Cela propulse, en moins d'un siècle, Gênes de ville périphérique d'un empire en crise au centre de l'histoire du christianisme en expansion. Les croisades ont permis à Gênes de tenir un rôle maritime de premier plan au cours des siècles suivants.

## Larépublique de San Giorgio
Les Génois, décisifs lors de la conquête de la Jérusalem (Præpotens Genuensium Praesidium), conquièrent des colonies et des marchés et ils engrangent des richesses extraordinaires. Après les victoires de Meloria sur Pise et de la Curzola sur Venise, la mer Noire devient un « lac » génois, la croix de San Giorgio domine la Méditerranée et la banque de San Giorgio assure la gestion d'actifs supérieurs à celles des plus importantes dynasties d'Europe qui font appel à elle pour le crédit et leur appui.
Fermement établi avec les montagnes dans son dos et le long des deux riviera sur ses côtés, entre Monaco et Portovenere, Gênes donne à ses territoires  la forme que nous leur connaissons aujourd'hui. Ses colonies, ses contacts cosmopolites et ses routes marchandes lui donnent ses richesses.
Les évènements internationaux et de nouveaux débouchés permettent aux Génois de se rendre en delà des limites de la Méditerranée. Ils sont présents en Chine à la cour mongole, aux îles Canaries et au Cap-Vert, sur les côtes africaines ainsi qu'en Espagne, d'où le plus célèbre d'entre eux commence à chercher un nouvel itinéraire pour les Indes et revient avec la route  du Nouveau Monde.

## Le siècle des Génois
Les relations entre Gênes et la péninsule Ibérique ont une grande tradition qui commence par la libération de Tortosa des Maures par les Génois, passe par les relations avec le Portugal d'Henri, en particulier avec la famille génoise Pessagno, et se termine par ce qui est appelé « el siglo de los genoveses », y compris le féroce conflit qui voit les Aragonais prendre le dessus sur la Méditerranée occidentale et en Sardaigne. Ce  n'est donc pas par hasard si Christophe Colomb se rend en Espagne.
Et ce n'est pas une coïncidence si les Génois, plus d'un tiers d'entre eux, ont une résidence en Espagne, à Séville en particulier, et gèrent les très riches échanges provenant des nouveaux territoires que les Espagnols ont conquis. Ayant perdu la mer Noire et leurs colonies en Orient en raison des Turcs, les Génois comprennent qu'il est nécessaire de déplacer de 180° leurs axes commerciaux et se tourner de l'Orient vers l'occident comme l'a fait Colomb, remplaçant la richesse du commerce des épices par celui de l'argent. Comme on le dit, l'argent « naissait en Amérique, brillait à Séville mais était enterré à Gênes ».
Le symbole de cette démarche a pour nom Andrea Doria, sorte de père de la patrie génoise, homme de confiance de Charles Quint, qui jouant sur cet énorme flux économique, sait donner à la République des ressources économiques et des structures politiques qui durent jusqu'à Napoléon Bonaparte.

## Le déclin jusqu'à Napoléon
La Ligurie, incapable de mettre en œuvre sa propre politique étrangère, s'insère dans l'orbite espagnole mais les richesses espagnoles, comme son pouvoir se réduisent, et pour l'empire ibérique, sous le joug des attaques anglaises et néerlandaises, Gênes devient de plus en plus marginal.
La tutelle se relâche, la République oligarchique se retrouve isolée et exclue des trafics importants, elle tente une expédition en Indonésie, mais l'initiative est anéantie par les Hollandais. Dans le bassin méditerranéen, la présence de barbaresques et l'incapacité de s'y opposer efficacement, la faible rentabilité du trafic par rapport à celui de l'océan, la pauvreté des marchés participent à un contexte où la présence génoise est l'ombre de ce qu'elle fut. En outre, la Ligurie doit faire face à l'appétit des Français auxquels elle est obligée de vendre la Corse, et des Piémontais, pour lesquels la région devient de plus en plus un élément vital en raison de son débouché vers la mer.
Le république de San Giorgio, incapable de se renouveler, passe mélancoliquement les dernières années de son histoire à défendre son indépendance des Savoie. Les sursauts d'orgueils comme celui de Balilla, Giovan Battista Perasso, reste sans suite. Napoléon officialise la disparition de la république qu'il transforme d'abord en république sœur, la République ligurienne (1797-1805), avant de l'annexer.
Ironie de l'histoire, la dernière des républiques maritimes italiennes disparait par celui qui aurait pu être son fils, en effet la Corse est vendue à la France quelques années avant que Bonaparte naisse, français au lieu de génois.

## Avec les Savoie vers l'unité italienne
Une Europe, sans espace pour les petits états faibles, sort des grands tourments napoléoniens qui est destinée aux intérêts des plus grands. Malgré les engagements pris et les tentatives désespérées à Vienne par le peu de Génois admis, la République sans défense est remise à la Savoie, qui la transforme en duché, l'annexant au royaume de Sardaigne. Curieusement, la Ligurie, avec la Sardaigne et à la différence de toutes les autres régions italiennes, n'a jamais approuvé par plébiscites ou tout autres forme de consensus, l'annexion à la Savoie.
Toutes personnes visitant les forts construits par la maison de Savoie pour défendre Gênes, constatent que les canons ne sont pas dirigées vers l'extérieur des murs mais vers l'intérieur de la ville. Toutefois, après une période initiale de profonde incompréhension entre les anciens ennemis qui aboutit à de graves affrontements urbains et la venue des Bersaglieri à Gênes, les complémentarités territoriales, sociales et économiques donnent leurs fruits, et les intérêts mutuels conduisent les  Ligures et les Piémontais à s'unir dans l'action risorgimentale et par la suite vers l'action unitaire italienne. Les avantages qu'acquiert la Ligurie dans ce processus sont importants, sa bourse est l'une des plus importantes d'Europe et son port renaît, surtout après l'ouverture du canal de Suez.
Les personnages de Ligurie qui ont le plus contribué à la cause unitaire sont Giuseppe Mazzini, Goffredo Mameli, Nino Bixio, et plus tard, le parti socialiste italien, né à Gênes.

## L'Italie et la grande guerre
La transition du royaume de Sardaigne au royaume d'Italie est très difficile et complexe en raison de structures néo-nationales qui se révèlent inadaptées. Certaines parties de la Ligurie lui sont soustraites au profit du Piémont. Toutefois, la région et Gênes en particulier dispose d'une importante présence de chefs d'entreprise et de capitaux étrangers, tout d'abord britanniques (qui, en 1893, crée la Genoa CFC, le premier club de football italien), puis  allemands, qui, combinés aux importantes ressources que la ville s'est constituée au fil du temps, lui donne, d'une certaine mesure, un plus par rapport à d'autres régions du pays.
Cela ne l'épargne pas des problèmes d'émigration que connait le pays et dont elle paye sa part du tribut, émigration principalement vers l'Argentine. La Première Guerre mondiale apporte à la Ligurie, à Gênes et à La Spezia, où sont implantés les industries lourdes nécessaires à la guerre, de grandes opportunités économiques.
L'après-guerre et la profonde crise, qui conduisent à la gestation du fascisme, n'épargnent pas le chef-lieu, qui voit son patrimoine industriel coopté par l'IRI qui débarque dans la ville avec le plus grand projet sidérurgique national qui ne sera réalisé qu'après guerre. La structure territoriale et administrative de la ville est alors insuffisante par rapport au poids de sa dimension économique, Gênes s'élargit en englobant, dans ses limites administratives, certaines communes limitrophes: la côte urbaine est désormais longue de 35 km et la ville s'agrandit soutenue par la participation de l'État.

## LaSeconde Guerre mondialeet l'après-guerre
De l'illusion d'une guerre rapide et avantageuse, Gênes se réveille brusquement un matin de février; la flotte britannique frappe la ville sans opposition pendant des heures, et les grosses pièces de marine écrasent le centre historique provoquant des préjudices irrémédiables. Les bombardements aériens importants et répétés sur la ville et la région pendant le conflit, font payer  un des tributs les plus élevés d'Italie.
Dans les montagnes des Apennins, les résistants composés aussi de Piémontais et d'Émiliens organisent la lutte pour une Italie libérée et, le 25 avril, Gênes s'insurge. C'est la seule ville italienne qui obtient la reddition de l'armée occupante auprès de la résistance, se libérant ainsi par elle-même. Après la guerre, la région répare rapidement ses dommages et participe pleinement à la reprise économique qui donne naissance au miracle économique italien des années soixante.